# マスト・ハブ・ダン・サムシング・ライト
マスト・ハブ・ダン・サムシング・ライト （Must Have Done Something Right）は、アメリカ合衆国のロックバンド、リライアントKによる2006年のシングル。2006年にリリースされたアルバム、「ファイブ・スコア&セブン・イヤーズ・アゴー (Five Score and Seven Years Ago) 」からのシングルである。

## 収録曲（iTunes/CD）
1. Must Have Done Something Right (Radio Edit) 3:07
2. Fallen Man 3:47

## 収録曲（オーストラリア）
1. "Must Have Done Something Right"（アルバム）3:20
2. "Apathetic Way To Be" 3:19
3. "Up And Up"（アンプラグド）4:07
4. "Fallen Man"（アンプラグド）3:27